# Talassia philippeswinneni
Talassia philippeswinneni is een slakkensoort uit de familie van de Vanikoridae. De wetenschappelijke naam van de soort is voor het eerst geldig gepubliceerd in 2011 door Rolán & Swinnen.